# Philippe Hurel

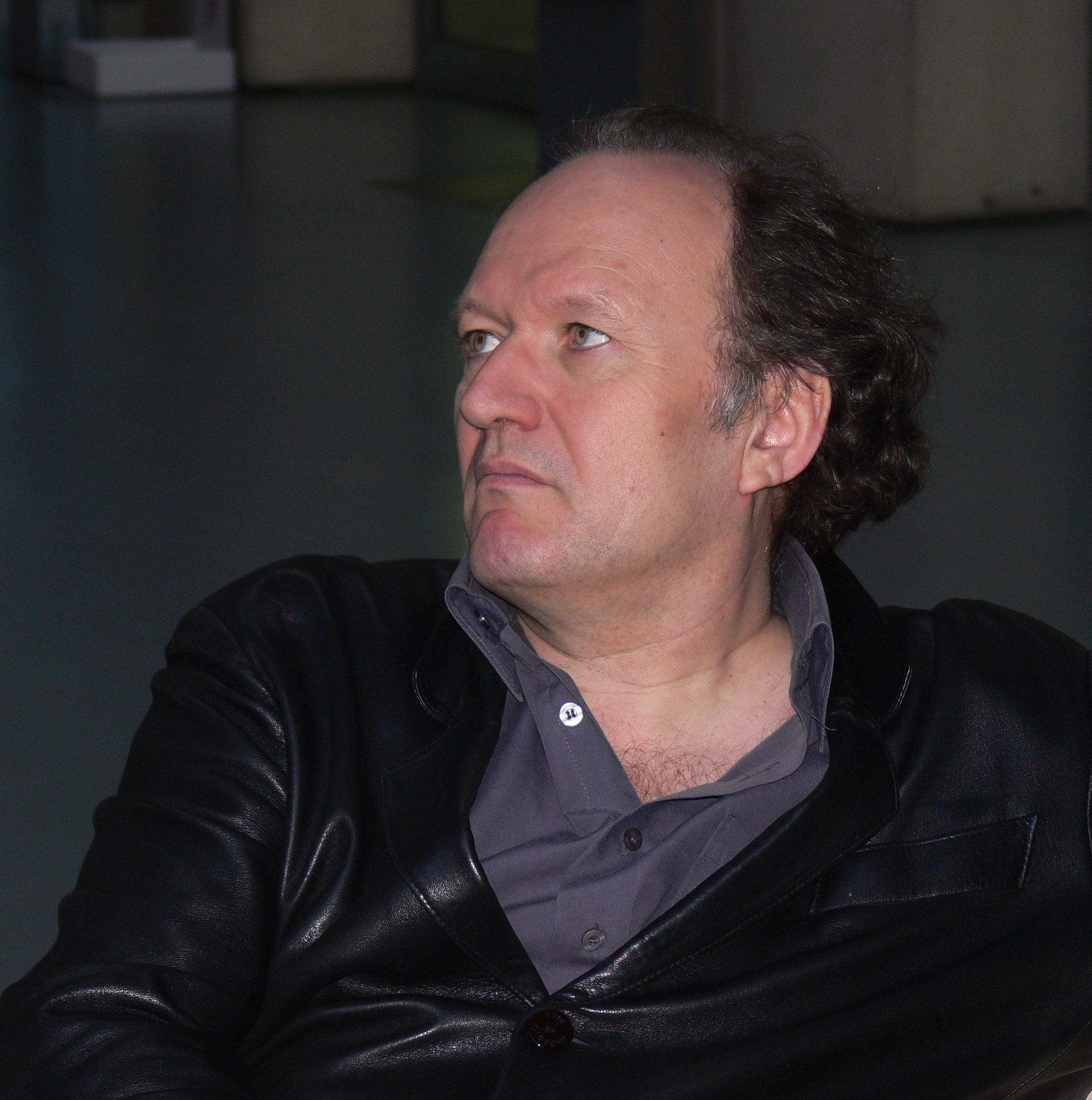
Philippe Hurel 2007

Philippe Hurel (* 24. Juli 1955 in Domfront) ist ein zeitgenössischer französischer Komponist. Er ist als Komponist von Orchester- und Kammermusikwerken bekannt, die weltweit aufgeführt werden. Seine Werke werden im Kontext des Spektralismus oder der Spektralmusik angesiedelt.
Hurel studierte von 1974 bis 1979 Musikwissenschaft an der Universität Toulouse. Von 1980 bis 1983 studierte er Komposition am Conservatoire National Supérieur de Musique de Paris bei Betsy Jolas und Ivo Malec. Von 1986 bis 1988 hatte Hurel ein Stipendium für einen Studienaufenthalt in der Villa Medici in Rom erhalten. 1995 erhielt er für seine Six Miniatures en trompe l'œil den Förderpreis der Ernst von Siemens Musikstiftung München, 2002 den Prix de Compositeurs von SACEM und 2003 den Prix de la Meilleure Création de l'Année von SACEM. Die Werke von Philippe Hurel werden mittlerweile weltweit aufgeführt.
Hurel arbeitet auch auf anderen Feldern. 1985 und 1986 sowie 1988 und 1989 arbeitete er als Musikwissenschaftler am IRCAM in Paris. 1990 gründete er das Ensemble für zeitgenössische Musik Court-Circuit, dessen Leiter er bis heute ist. Von 2000 bis 2002 wirkte er als Composer-in-Residence sowohl für das Konzerthaus Arsenal in Metz als auch für das Orchestre National de Lorraine.